# Landorthe
Landorthe (okzitanisch Era Andòrta) ist eine französische Gemeinde mit 1.028 Einwohnern (Stand: 1. Januar 2022) im Département Haute-Garonne in der Region Okzitanien (zuvor Midi-Pyrénées); sie ist Teil des Arrondissements Saint-Gaudens und des Kantons Saint-Gaudens. Die Einwohner werden Landorthais genannt.

## Geografie
Landorthe liegt in der historischen Provinz Comminges am Fuß der Pyrenäen. Umgeben wird Landorthe von den Nachbargemeinden Lieoux im Norden, Castillon-de-Saint-Martory im Nordosten, Saint-Médard im Osten, Savarthès im Osten und Südosten, Estancarbon im Süden sowie Saint-Gaudens im Westen.
Durch die Gemeinde führt die Autoroute A64, die hier vom Flüsschen Soumès begleitet wird und später in die Garonne einmündet.

## Bevölkerungsentwicklung
| Jahr                      | 1962 | 1968 | 1975 | 1982 | 1990 | 1999 | 2006 | 2013 |
| ------------------------- | ---- | ---- | ---- | ---- | ---- | ---- | ---- | ---- |
| Einwohner                 | 172  | 181  | 389  | 611  | 757  | 779  | 908  | 971  |
| Quelle: Cassini und INSEE |      |      |      |      |      |      |      |      |

## Sehenswürdigkeiten
- Kirche Saint-Gaudens